# Союз за национальный прогресс
Союз за национальный прогресс (фр. Union pour le progrès national, UPRONA) — националистическая политическая партия в Бурунди, имеющая наибольшую поддержку среди народности тутси. Сыграла значительную роль в обретении страной независимости.
Первоначально возникла как националистический единый фронт в противовес бельгийскому колониальному правлению, но впоследствии стала неотъемлемой частью однопартийного государства, созданного Мишелем Мичомберо после 1966 года. Доминировали в ней представители этнической группы тутси, известные нетерпимостью к хуту. Партия UPRONA оставалась доминирующей силой в политике Бурунди до последних этапов гражданской войны. Сегодня это незначительная оппозиционная партия.

## История
Среди наиболее известных членов партии были премьер-министры Бурунди Луи Рвагасоре (1961) и Пьер Нгендандумве (1963—1965), президенты страны Пьер Буйоя (1986—1993 и 1996—2003) и Сильвестр Нтибантунганья (1994—1996).
В 1966 году лидерство в партии перешло в руки президента Мишеля Мичомберо и стало основой военного диктаторского режима, руководившего страной с 1966 по 1993 год. После этого UPRONA проиграла выборы партии Мельхиора Ндадайе Фронт за демократию в Бурунди (FRODEBU).
UPRONA бойкотировала всеобщие выборы 2010 года, решив участвовать в следующих 2015 выборах, где набрала 2,49 %, а на выборах 2020 года — 2,54 % голосов. Имеет несколько мест в парламенте- 1 в сенате и 2 в национальной ассамблее.